# 加藤芳郎
加藤 芳郎（かとう よしろう、1925年〈大正14年〉6月25日 - 2006年〈平成18年〉1月6日）は、日本の漫画家、放送タレント。

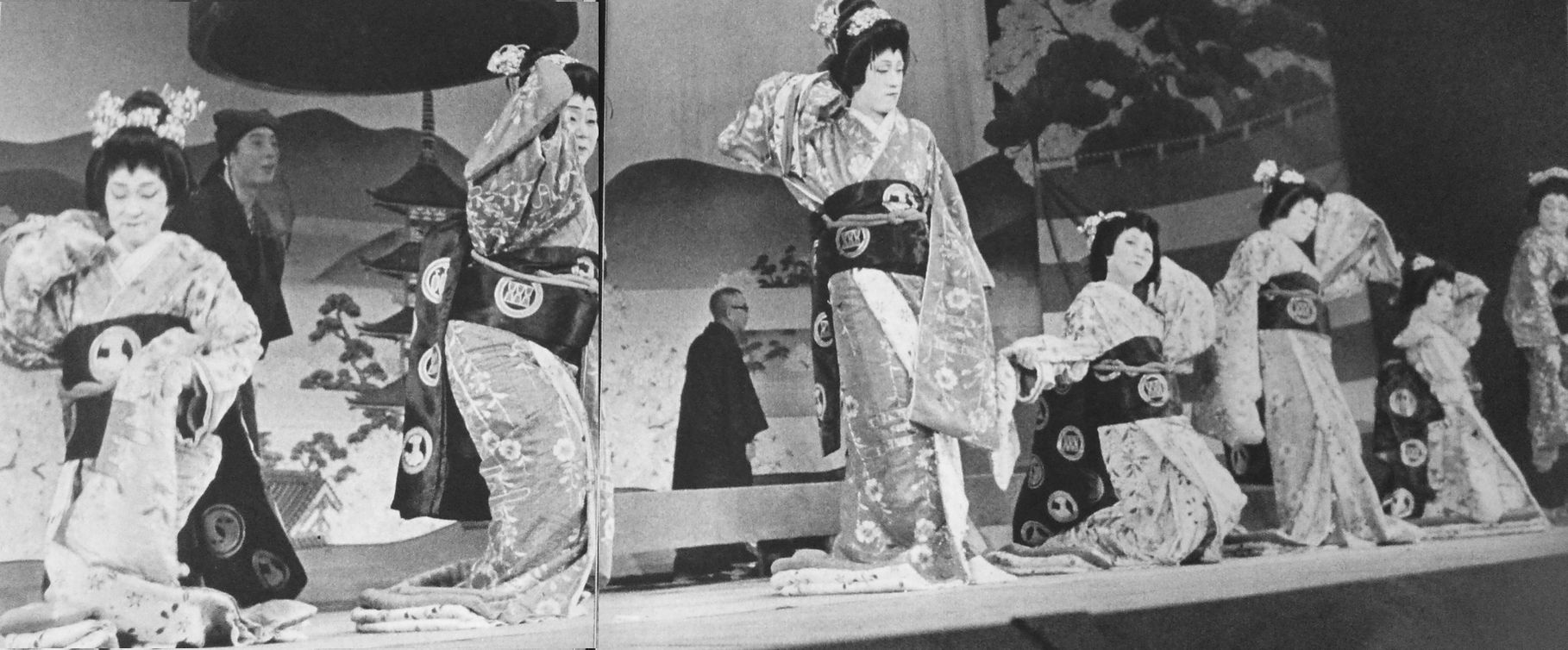
『週刊文春』 1959年12月14日号文春歌舞伎『京鹿子娘道成寺』の一場面。右から、加藤芳郎、平岩弓枝、小山いと子、芝木好子、五味康祐、平林たい子、森田たま

## 来歴

### 生い立ち
東京府豊多摩郡代々幡町（のちの東京都渋谷区）生まれ。8人兄弟の6番目。父親は岩手県胆沢郡水沢町（のちの水沢市→奥州市水沢区）出身で、東京市役所に勤務していた。母親は埼玉県北足立郡鳩ヶ谷町（のちの川口市→鳩ヶ谷市→再度川口市に復帰）の出身。加藤は幼いころから絵を描くのが好きで、父親は加藤の描く絵を見ては「美術学校に入れてやろう」とほめるのが常だったという。また、『のらくろ』『冒険ダン吉』などの児童漫画作品に親しんだ。加藤が10歳の頃に父親が定年を迎え、嘱託契約に切り替わって以降は、兄たちが家財を質入れして食料を調達するなど、生活が苦しくなり、美術学校入りの夢はいったん断念する。
病院の給仕として昼間に働きながら、旧制東京府立第六中学校夜間部に通学。そのころ、1939年（昭和14年）、雑誌『アサヒグラフ』の投稿欄に漫画が掲載され、賞金を受け取ったことをきっかけに、プロ漫画家の夢を抱く。『週刊少国民』『オール讀物』『モダン日本』などで入選を重ね、近藤日出造主宰の『漫画』で一等入選するに至った。冨田英三によれば、近藤はこのころの加藤を「おそるべき少年」と激賞していたという。
府立六中を卒業後、川端画学校で学んだのち、東京都防衛局職員となり、ほどなくして「北支の歩兵部隊」の隊員として出征。古北口で敗戦を迎えた。

### 漫画家として

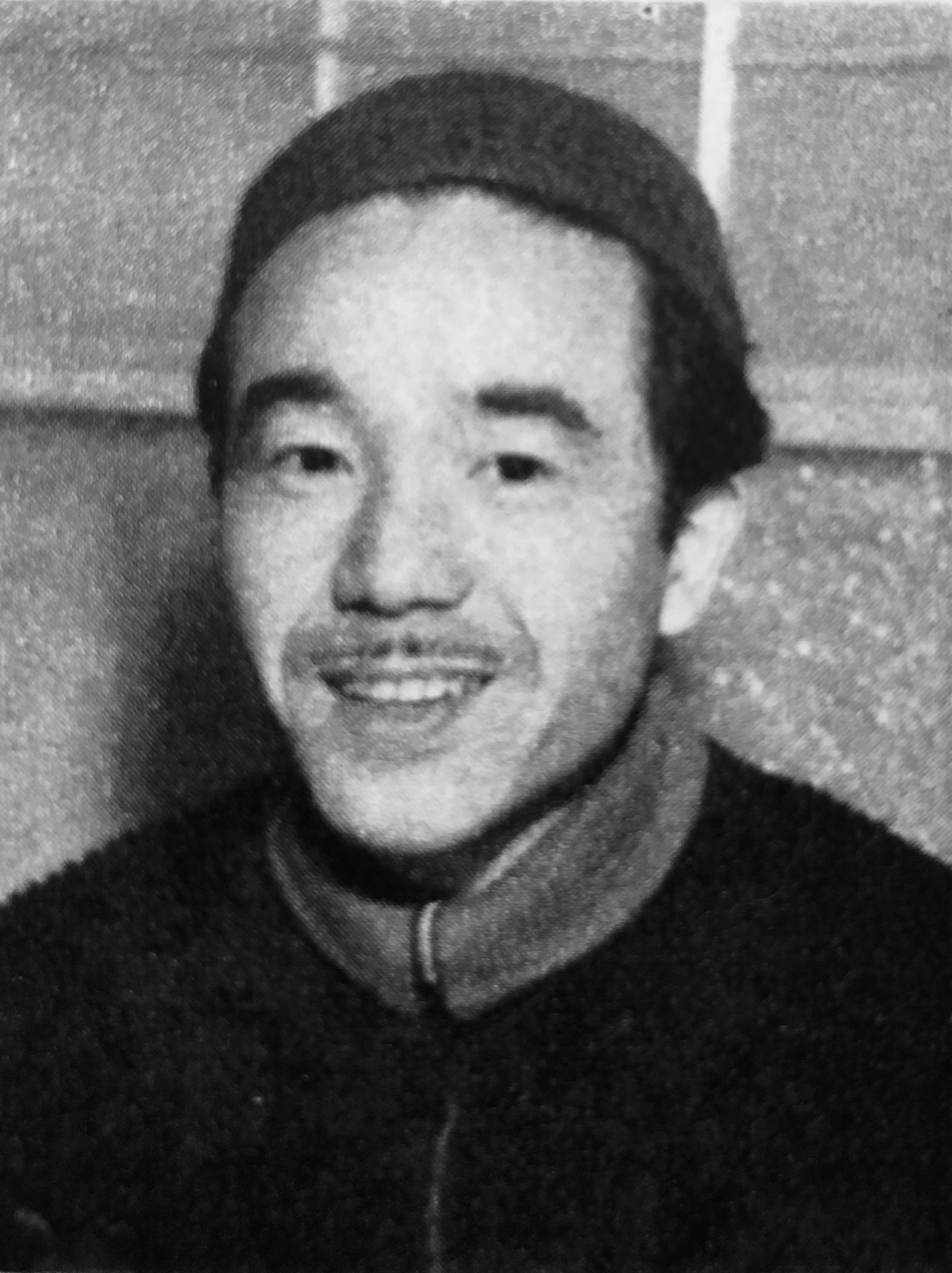
1955年

1945年（昭和20年）12月に復員後、都庁に復職するが、所属していた防衛局が廃止されて消滅していたため、建設局公園緑地課に移籍し、案内看板の製作に従事する。『漫画』誌への投稿を再開し、主宰の近藤日出造から直接プロへの転向をすすめられる。1948年（昭和23年）に都庁を退職し、専業漫画家として独立。
『オンボロ人生』『オレはオバケだぞ』『千匹の忍者』などの連載作品を通じ、「庶民生活のペーソスをナンセンスにえがいた」作風で人気となる。硬質な線とシンプルな造形による極端にデフォルメされた人物描写と、角張り、押しつぶしたような筆跡の書き文字が特徴。1954年（昭和29年）から毎日新聞夕刊で連載された『まっぴら君』は、2001年（平成13年）6月23日掲載を最後に病気で中断するまで連載47年間、13615回に達し、全国紙では空前の連載記録を樹立した。
漫画界では横山泰三、荻原賢次とともに「戦後派三羽烏」と呼ばれた。
1981年から1996年の間、日本漫画家協会の理事長・会長を歴任し、同協会の社団法人化に尽力した。

#### 受賞歴
- 1957年 第3回文藝春秋漫画賞
- 1986年 紫綬褒章
- 1988年 第36回菊池寛賞[8]
- 1989年 NHK放送文化賞
- 1996年 勲四等旭日小綬章
- 1999年 第28回日本漫画家協会賞文部大臣賞（『まっぴら君』）[9]
- 2000年 東京都文化賞

### タレントとして
タレントとしては、『テレビ三面記事 ウィークエンダー』（日本テレビ）の司会、『テレフォン人生相談』（ニッポン放送）パーソナリティー、『連想ゲーム』（NHK総合テレビ）の白組・男性軍のキャプテンなどで親しまれた。特に「連想ゲーム」では、洒脱な話術とヒントの出し方で人気を博した。

### 晩年
2005年1月から入退院を繰り返していた。2006年1月6日午後10時36分、東京都新宿区の病院で呼吸不全により死去。80歳没。法号は妙筆院孤芳日泰居士。東京・小平霊園に葬る。
加藤の訃報に、かつて「連想ゲーム」の紅組キャプテンを務めた中田喜子、「ウィークエンダー」でリポーターを務めた桂ざこばらが、追悼のコメントを述べていた。

## 人物・エピソード
- 巻き癖の強い乱雑に整えた髪型と、小さく整えた口ひげ[4]を蓄えた特徴的な容貌で知られた。
- 漫画を描く時は仕事場に一人で篭り、家族でさえ仕事場への立ち入りが許されず、唯一立ち入りが許されたのは愛猫だけだった。また、時事色の強い作風であるにもかかわらず、4コマ漫画1作を描くのに丸一日を費やしたことが少なくなかった。
- 日本会議の代表委員で、機関誌「日本の息吹」に寄稿していた[11]。一方で、府立六中の後輩であった日本共産党の上田耕一郎とは対談をするなど交友が深く[12]、参院選に出馬した時には、推薦人として名を連ねた[13]。
- 1997年1月30日、藤岡信勝、西尾幹二らによって「新しい歴史教科書をつくる会」が設立されると[14][15]、各界著名人が賛意を表し、同年6月6日時点の賛同者は204人を数えた。加藤もその中に名を連ねた[16]。

## 主な連載作品
単行本化作品は後述

### 漫画
- まっぴら君（毎日新聞夕刊、1954年 - 2001年）。
- オンボロ人生（サンデー毎日、1954年 - 1960年）
- オレはオバケだぞ（週刊現代、週刊朝日、1959年 - 1978年(週刊現代)、1984年-1989年(週刊朝日)）
- モテモテおじさん（小説現代、1963年 - 1975年）
- 千匹の忍者（サンデー毎日、1964年 - 1975年）

ほか多数

### 漫画以外
- 加藤芳郎の甘辛倶楽部 - 対談（産経新聞、1994年 - 2000年に月1回連載）

## 単行本

### 漫画
作品集
- あほだら漫画集（大日本雄弁会講談社、1955年）
- 現代漫画 第1期4巻「加藤芳郎集」（筑摩書房、1969年） - 鶴見俊輔、佐藤忠男、北杜夫編

連載作品
- まっぴら君
  - まっぴら君（八興、1956年）
  - まっぴら君 1-10（毎日新聞社、1988年）
- オレはオバケだぞ 1-2（講談社、1966年）
- モテモテおじさん（講談社、1966年）
- 千匹の忍者
  - 千匹の忍者（講談社、1966年）
  - 千匹の忍者（ファラオ企画、1990年）
- オンボロ人生（コダマプレス、1966年）
- オジサマ大名（コダマプレス、1966年）
- ベンベン物語（実業之日本社ホリデー新書、1966年）
- ポップ魔
  - 狐狸狐狸日本（サイマル出版会） - 『週刊朝日』誌上の連載陣（加藤、井上ひさし、山藤章二）による合同作品集

### エッセイ
- 『雷おやじの本』ブックマン社、1982年7月5日。NDLJP:12106742。
- 加藤芳郎のまっぴらごめん（グラフ社、1984年）
- 猫が通れば道理引っ込む （主婦と生活社、1986年） - 19人の漫画家による共著
  - 猫が好き!（改題、KKベストセラーズ、1990年）
- 加藤芳郎の仕事も人生もプロでなくちゃ（中経出版「いい話シリーズ」、1994年） - 今波高志による聞き書き
- 父から学んだこと父として教えること 親子のつきあい方（ぴいぷる社、1994年）
- あくせく自適で行くんだ、オレは! 夢の「悠々自適」はボケる道（講談社、1995年）

### その他
- 加藤芳郎の連想ゲーム かたーい頭をもみほぐす驚異の連想術（二見書房サラ・ブックス、1978年）
- 加藤芳郎のまっぴら人生 愛蔵版（産経新聞出版、2006年） - 『加藤芳郎の甘辛倶楽部』の傑作選および評伝。

## メディア出演

### テレビバラエティ番組
- 連想ゲーム（1968年4月 - 1969年3月、1970年4月 - 1991年3月、NHK総合） - 初代、3代目白組キャプテン
- テレビ三面記事 ウィークエンダー（日本テレビ、1975年 - 1984年）

### テレビドラマ
- おむすびコロリン（1969年、TBS） - 花小路広照 役
- サザエさん（1981年 - 1983年、フジテレビ）- 伊佐坂難物 役

### テレビCM
- スズキ・フロンテ（1972年）
- ライオン油脂　ママレモン・ママの絵おくろうプレゼント
- コカ・コーラ
- ダイキン工業　ダイキンエアコンマルチ（1974年）
- ナカ工業（1975年）
- 松下電器 マックロード（1984年）、コーヒーメーカー
- クラレ（1986年）
- 中小企業事業団
- 山一證券
- 養命酒製造 - 自身が出演していた『連想ゲーム』をパロディー化した版があった。
- ゼネラル
- サッポロ一番
- 資生堂
- 日本航空
- 三和建物
- 福光屋 福正宗

### ラジオ番組
- テレフォン人生相談（ニッポン放送）

### 劇場アニメ
- クレオパトラ（1970年） - タラバッハ所長 役[19]